# Brosimum parinarioides
Brosimum parinarioides (nomes comums: caucho ou leite-de-amapá) é uma árvore da família das moráceas.

## Nomes vernáculos
- Língua jabuti: tepfürino[1]